# Ministère de l'Information (Syrie)
Pour les articles homonymes, voir Ministère de l'Information.
Le ministère de l'Information est un ministère syrien chargé des médias, de la presse et de l'information. Il fait partie du Gouvernement de transition syrien depuis décembre 2024, après avoir fait partie du Conseil des ministres de la Syrie de 1961 à 2024.

## Organisation
Le ministère de l'Information a été créé en République arabe syrienne sur la base du décret législatif n°186 (1961) relatif à la création et à la mise à jour du ministère de l'Information.
La structure organisationnelle comprend les départements suivants:

### Administration centrale
- Direction du Cabinet du Ministre
- Cabinet du ministre adjoint
- Département des affaires administratives et juridiques
- Département administratif
- Division des affaires professionnelles
- Service juridique
- Service des Affaires du Personnel
- Division des feuilles
- Division des promotions
- Service de Suivi Juridique
- Département des études et consultations juridiques
- Département des médias pour le développement
- Département de la planification et de la coopération internationale
- Département de la planification et des statistiques
- Division de la planification et du suivi
- Division des statistiques
- Département de la coopération internationale
- Département de la qualification et de la formation
- Direction de la Recherche et des Etudes
- Direction du contrôle interne
- Direction des Affaires Financières
- Direction de la traduction Bureau des relations publiques
- Département de Jahness
- Direction administrative des publications et de l'édition Département des périodiques
- Département des licences des publications et des livres
- Service des licences
- Département des maisons d'édition, de l'imprimerie et des bibliothèques
- Bureau administratif
- Bureau de poste central
- Bureau de l'aéroport international de Damas
- Direction du développement administratif

### Directions dans les Gouvernorats
- Direction de l'information du gouvernorat d'Alep
- Direction des médias du gouvernorat de Homs
- Direction de l'information du gouvernorat de Hama
- Direction de l'information du gouvernorat de Lattaquié
- Direction de l'information du gouvernorat de Tartous

### Agences et institutions affiliées au Ministère
- Autorité publique de radio et de télévision
  - Organisation Générale de Production Télévisuelle et Radiophonique (ORTAS)
- Agence de presse arabe syrienne (SANA)
- Fondation Al Wahda pour la presse, l'impression, l'édition et la distribution (incluant Al-Thawra et Tishreen)
- Fondation de la publicité arabe
- Société de distribution de publications
- Institut technique d'impression et d'édition
- Institut de préparation aux médias

## Ministres
- Dr Abdullah Abdel Dayem (1961-1962)
- Abdel Salam El Ajili (1962)
- Abdel Halim Kadour (1962-1963)
- Docteur Sami El Gendy (1963)
- Dr Sami Al-Jundi (1963-1964)
- Dr Abdullah Abdul Dayem (1964)
- Machhour Zeitoun (1964-1965)
- Suleiman Al-Khash (1965)
- Shaker Mustafa (1966)
- Jamil Shia (1966)
- Mohammad Al-Zoubi (1966-1967)
- Habib Haddad (1967-1968)
- Asaad Saqr (1968-1969)
- Hamoud Al-Fabani (1969-1970)
- Naji Al-Darawsheh (1970-1971)
- Fayez Nasser (1971-1972)
- Ahmed Hassan Al-Asaad (1972-1973)
- Georges Sedqni (1973-1974)
- Ahmed Iskandar Ahmed (1974-1984)
- Yassine Rajouh (1984-1987)
- Mohammed Salman (1987-2000)
- Adnan Omran (2000-2003)
- Ahmad Hassan (2003-2004)
- Mahdi Dakhlallah (2004-2006)
- Muhsen Bilal (2006-2011)
- Adnan Hassan Mahmoud (2011-2012)
- Omran al-Zoubi (2012-2016) [3]
- Mohammad Ramez Tourjman (2016-2018) [4]
- Imad Abulah Sarah (2018-2021) [5]
- Boutros Al-Hallaq (2021-2024) [6]
- Ziad Ghosn (2024) [7]
- Mohammed Al-Omar (2024-présent)